# Enneanectes carminalis
Enneanectes carminalis es una especie de pez de la familia Tripterygiidae en el orden de los Perciformes.

## Morfología
• Los machos pueden llegar alcanzar los 3 cm de longitud total.

## Hábitat
Es un pez de mar de clima tropical y asociado a los  arrecifes de coral.

## Alimentación
Come algas y invertebrados pequeños.

## Distribución geográfica
Se encuentra en el Pacífico oriental central: desde México hasta Panamá.

## Observaciones
Es inofensivo para los humanos